# شعث (لبنان)
شعث (به عربی: شعث) یک منطقهٔ مسکونی در لبنان است که در Baalbek-Hermel Governorate واقع شده‌است. شعث ۱٬۰۰۰ متر بالاتر از سطح دریا واقع شده‌است.